# Polýstylo
Polýstylo, en grec moderne : Πολύστυλο, auparavant appelé Bouloúska, Boloúska, Bouloústra (Μπουλούσκα, Μπολούσκα, Μπουλούστρα), jusqu'en 1926, est un village du dème de Kavála, district régional de Kavála, en Macédoine-Orientale-et-Thrace, en Grèce.
La localité appartient au district municipal de Fílippi. Selon le recensement de 2021, elle compte 482 habitants.